# Deutsches Hochamt (Michael Haydn)

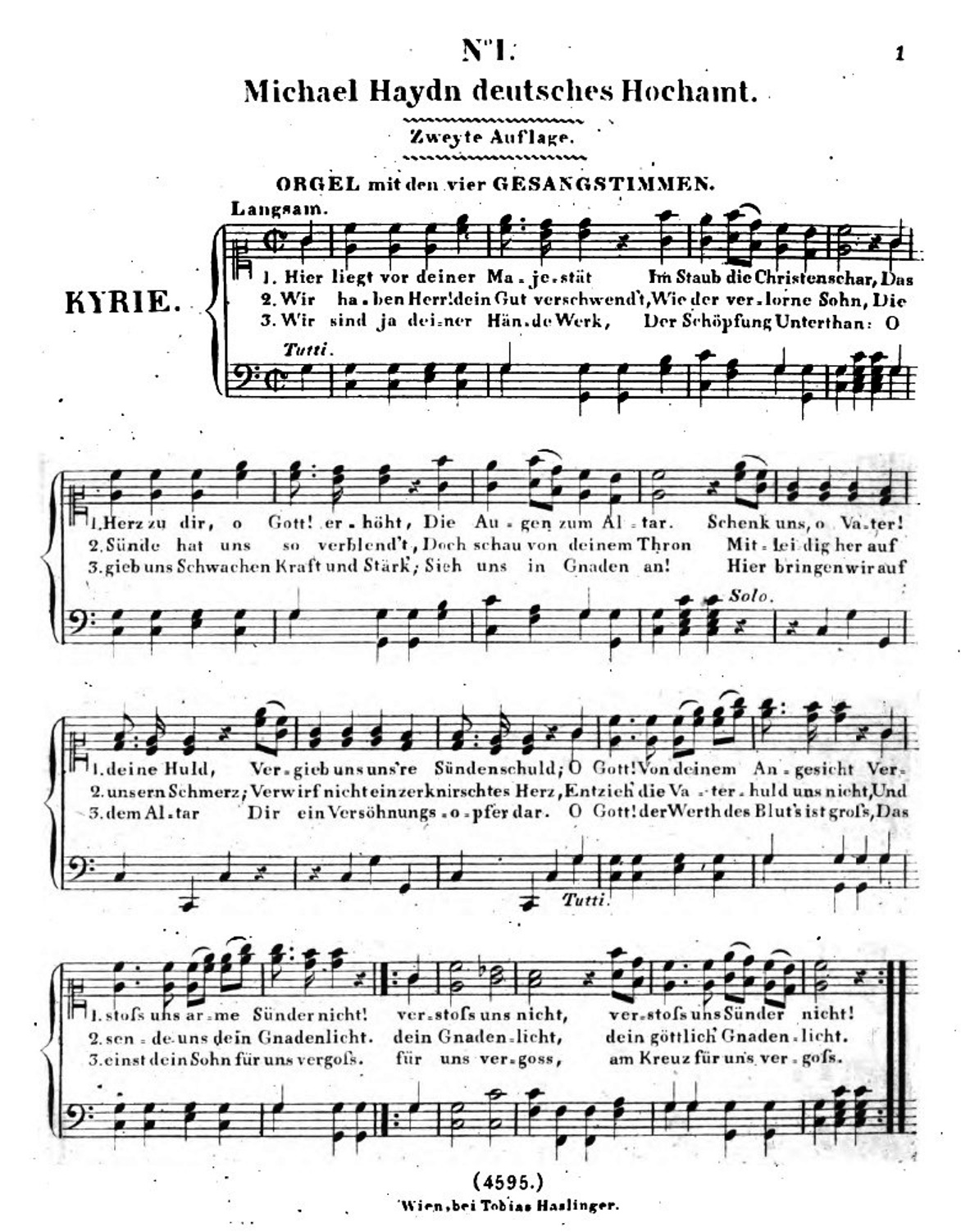
Kyrie des Deutschen Hochamts: Hier liegt vor deiner Majestät im Staub die Christenschar

Deutsches Hochamt ist der Titel mehrerer deutscher Messen von Michael Haydn, die ausdrücklich „zum Gebrauch für Stadt und Land“ (für Stadt- und Landkirchen) deklariert sind. Während drei dieser Vertonungen als Hochämter für die Aufführung durch geschulte Sänger, Chöre und Orchester vorgesehen sind, verkörpert eine weitere den Typus der Betsingmesse für den Volkskirchengesang.
Johann Michael Haydn vertonte mehrfach den 1777 vom Münchner Hofkammerrat Franz Seraph von Kohlbrenner in seinem Landshuter Gesangbuch veröffentlichten Text Deutsches vollständiges Hoch-Amt. Die Messe wird meist mit der ersten Zeile des Eröffnungsliedes „Hier liegt vor deiner Majestät“ betitelt und umfasst 10 Messlieder für Chor- oder Volksgesang. Der Text ist vom Geist der Aufklärung geprägt und zum katholischen Gemeingut geworden. Etwas ungenau wird sie volkstümlich manchmal als die Haydn-Messe bezeichnet; auch unter dem Namen Majestätsmesse ist sie bekannt.

## Aufbau
- Kyrie: Hier liegt vor deiner Majestät im Staub die Christenschar
- Gloria (Zum Gloria[1]): Gott soll gepriesen werden
- Evangelium: Aus Gottes Munde gehet das Evangelium
- Credo (Glaubensbekenntnis[1]): Allmächtiger, vor dir im Staube bekennt dich deine Kreatur
- Offertorium: Nimm an, o Herr, die Gaben
- Sanctus: Singt: Heilig, heilig, heilig
- Benedictus (Nach der Wandlung[1]): Sieh, Vater, von dem höchsten Throne
- Agnus (Zum Agnus Dei[1]): Betrachtet ihn in Schmerzen
- Communion (Die geistliche Communion[1]): O Herr, ich bin nicht würdig
- Ite missa est (Zum Beschluß der heiligen Messe[1]): Nun ist das Lamm geschlachtet (Alternativtitel im Gotteslob (1975), österreichische Ausgabe: In Frieden lasst uns ziehen)

## Deutsches Hochamt (MH 536)
Das deutsche Hochamt ist für vier gemischte Singstimmen, Orgel obligat, 2 Violinen, 2 Hörner oder Trompeten und Pauken ad libitum ausgeführt. Diese Vertonung in A-Dur entstand 1793 in Salzburg.

## Deutsches Hochamt (MH 560)
1795 vertonte Michael Haydn Kohlbrenners Text zum zweiten Mal. Obwohl diese Fassung Anklänge an die Melodien von Norbert Hauner aus dem Landshuter Gesangbuch von 1777 erkennen lässt, ist sie dennoch im Wesentlichen als Neuschöpfung Haydns zu betrachten. Die Messe wird oft schlicht als Haydn-Messe bezeichnet. Diese zweite Vertonung ist die wohl bekannteste. Sie ist in mehreren Regionalteilen des katholischen Kirchengesangsbuchs Gotteslob ganz oder teilweise abgedruckt.
Das Autograph der Messe ist nicht erhalten, doch es darf angenommen werden, dass Haydn nur eine Orgelstimme notierte, die zwei Gesangsstimmen mit Textunterlegung im oberen System sowie einen bezifferten Bass im unteren System enthielt. Die Erstausgabe, die 1800 von Ignaz Sauer in Wien verlegt wurde, war für vierstimmigen Chor und Orgel notiert, wobei die Erweiterung auf vier Singstimmen sicher vom Verleger Sauer vorgenommen wurde. Die zweite Auflage, die 1827 bei Tobias Haslinger erschien, bietet zusätzlich eine zwei- bis neunstimmige Instrumentalbesetzung ad libitum an, bestehend aus: 2 Klarinetten (oder 2 Violinen), 2 Fagotten, 2 Hörnern, 2 Trompeten, Pauken, Kontrabass (oder Kontrafagott).
Franz Schubert stützt sich in seiner Deutschen Messe auf das Vorbild Haydns.

## Deutsches Hochamt (MH 602)
Es handelt sich um eine Messe in B-Dur für vier Solisten und zweistimmigen Frauenchor, wahlweise auch für zwei oder vier gemischte Singstimmen, begleitet von zwei Hörnern und Orgel. Sie entstand 1795 in Salzburg.

## Deutsches Hochamt (MH 642)
Diese Vertonung in B-Dur für gemischten Chor und Orgel entstand 1797 in Salzburg.

## Ausgaben
- Michael Haydn’s Deutsches Hochamt (Hier liegt vor deiner Majestät) für Stadt- und Landkirchen. Für die Orgel allein. Zweyte Auflage. Wien 1828 (Digitalisat).
- Johann Michael Haydn: Deutsches Hochamt. Hier liegt vor deiner Majestät MH 560. Partitur. Hrsg. von Armin Kircher. Carus, Stuttgart 2006, ISMN 979-0-007-09020-3 (Suche im DNB-Portal).